# Irene X
Irene Domingo Longares (Zaragoza, 5 de mayo de 1990) conocida con el pseudónimo de Irene X, es una poeta española.

## Trayectoria
Nació en Zaragoza en 1990. Estudió magisterio y psicología en la UNED. De profesión es escritora y compositora, pero empezó a dar a conocer su obra poética, con claros tintes feministas, a través de las redes sociales. También es habitual su participación en recitales en directo.
En 2013 publicó su primer libro El sexo de la risa y un año después Grecia, ambos con la editorial Origami. En 2015, publicó, ya con Harpo Libros, No me llores. En diciembre de 2016 publicó su libro Fe ciega, también con Harpo Libros y un año más tarde Single. En 2018 salió su sexto libro de poesía La chica no olvida, que empieza con una cita de Gata Cattana, rapera y poeta andaluza prematuramente fallecida a la que admira. Además de ella, entre sus referentes están Alejandra Pizarnik o Nacho Vegas.
Las manos en la sangre, es su séptimo poemario, publicado en 2019. En el 2022 publica su último poemario Perras de Caza.

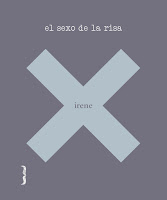
Portada del libro de Irene X "El sexo de la risa"

Tas años de bajones vitales y emocionales Irene X muestra los dientes a la vida con su nueva obra "Hate". Lanzado el 13 de junio de 2025. Una obra que se define como la transformación más reveladora de Irene X hasta la fecha, así como lo ha sido su vida.

## Reconocimientos
Con su obra La chica no olvida ganó el Premio Espasa de Poesía, dirigido a jóvenes hasta 35 años, en su primera edición en 2018. El jurado del premio, conformado por Ana Porto, Marwan, Alejandro Palomas, Belén Bermejo y Luis Alberto de Cuenca, decidió por unanimidad otorgarle el premio entre las 305 obras que se habían presentado al concurso.